# Sandy Bacherová
Sandra Atsuko Bacherová (* 28. května 1968) je bývalá americká zápasnice – judistka a volnostylařka.

## Sportovní kariéra
Pochází z multikulturní rodiny. Její matka Masako je původem z Japonska a sestřenice Linda Yamamoto byla v sedmdesátých letech dvacátého století v Japonsku hudební celebritou. Vyrůstala v Rainier Valley v Seattlu, kde začala s judem ve 14 letech v klubu Budokan pod vedením Bert Mackeye. Po ukončení střední školy Franklin High studovala Washingtonskou univerzitu, ze které po dvou letech v roce 1988 přestoupila na San Jose State University v San José, kde vedl judistický tréninkový program trenér Yosh Uchida. Na univerzitě kombinovala judo s tehdy začínajícím sportem ženského zápasení ve volném stylu.
V roce 1992 uspěla v americké olympijské kvalifikaci na olympijské hry v Barceloně polotěžké váze do 72 kg. V Barceloně prohrála v úvodním kole po taktické bitvě na praporky (hantei) s Britkou Josie Hortonovou a v opravném pavouku do bojů o medaile nezasáhla. Od roku 1994 se zaměřila více na zápas ve volném stylu a v roce 1995 se dostala do americké reprezentace. V roce 1996 však byla opět připravená bojovat v judu na americké olympijské kvalifikaci. V lednu porazila ve finále favorizovanou Grace Jividenovou a startovala na domácích olympijských hrách v Atlantě. Do Atlanty si však formu nepřivezla, prohrála v úvodním kole submisí páčením s Němkou Hannah Ertelovou.
Mezi lety 1997 až 1999 úspěšně kombinovala oba zápasnické styly. V roce 1999 získala zápasnický titul mistryně světa ve švédském Bodenu. V roce 2000 uspěla napotřetí jako judistka v americké olympijské kvalifikaci, poprvé v nově definované střední váze do 70 kg. V Sydney prohrála ve druhém kole na body (yuko) s Kubánkou Sibelis Veranesovou a v opravném pavouku se do bojů o medaile neprobojovala.
Během tréninkového kempu v Japonsku, k přípravě na olympijské hry v Sydney se seznámila tonžským zápasníkem/judistou Epoki Fakaosim, za kterého se v roce 2001 provdala. Po prvním mateřství se k vrcholové přípravě vrátila, ale v roce 2004 napočtvrté v americké olympijské kvalifikaci neuspěla. Vzápětí ukončila sportovní kariéru. Pracuje jako vychovatelka v diagnostickém ústavu v Santa Claře.

## Výsledky

### Judo
| Turnaj                  | 1990 | 1991           | 1992           | 1993           | 1994           | 1995           | 1996           | 1997           | 1998         | 1999         | 2000         | 2001         |
| Turnaj                  | 22   | 23             | 24             | 25             | 26             | 27             | 28             | 29             | 30           | 31           | 32           | 33           |
| Turnaj                  | -66  | polotěžká váha | polotěžká váha | polotěžká váha | polotěžká váha | polotěžká váha | polotěžká váha | polotěžká váha | střední váha | střední váha | střední váha | střední váha |
| ----------------------- | ---- | -------------- | -------------- | -------------- | -------------- | -------------- | -------------- | -------------- | ------------ | ------------ | ------------ | ------------ |
| Olympijské hry          |      |                | úč.            |                |                |                | úč.            |                |              |              | úč.          |              |
| Mistrovství světa       |      | —              |                | 5.             |                | —              |                | —              |              | úč.          |              | úč.          |
| Panamerické hry         |      | —              |                |                |                | —              |                |                |              | 3.           |              |              |
| Panamerické mistrovství | —    |                | 3.             |                | —              |                | 2.             | —              | 2.           | 2.           | 2.           | —            |
| Akademické MS           | 2.   |                |                |                | —              |                | —              |                |              |              |              |              |

### Zápas ve volném stylu
| Turnaj                  | 1995 | 1996 | 1997 | 1998 | 1999 |
| Turnaj                  | 27   | 28   | 29   | 30   | 31   |
| Turnaj                  | -70  | -70  | -68  | -68  | -68  |
| ----------------------- | ---- | ---- | ---- | ---- | ---- |
| Mistrovství světa       | úč.  | 4.   | 2.   | 3.   | 1.   |
| Panamerické mistrovství |      |      | 2.   | 2.   |      |